# J1 League 2022
La J1 League 2022, nota come Meiji Yasuda J1 League 2022 per ragioni di sponsorizzazione, è stata la trentesima edizione della massima serie del campionato giapponese. Il campionato è iniziato il 18 febbraio e si è concluso il 5 novembre 2022.
Il Kawasaki Frontale era la squadra campione in carica, avendo vinto il titolo per la quarta volta nella sua storia, la seconda consecutiva, nella precedente edizione. Il torneo è stato vinto per la quinta volta nella sua storia dallo Yokohama F·Marinos.

## Stagione

### Novità
Poiché non vi erano state retrocessioni al termine della J1 League 2020, a causa dell'emergenza legata alla pandemia di COVID-18, il numero di squadre partecipanti alla stagione 2021 era aumentato a 20. Per riportare il numero di partecipanti a 18, dalla J1 League 2021 sono state retrocesse quattro squadre, il Tokushima Vortis, l'Oita Trinita, il Vegalta Sendai e lo Yokohama FC, mentre dalla J2 League 2021 sono state promosse due squadre, il Júbilo Iwata e il Kyoto Sanga.

### Formula
Le 18 squadre si affrontano in un girone all'italiana con partite di andata e ritorno, per un totale di 34 giornate. La squadra prima classificata è dichiarata Campione del Giappone e viene ammessa alla fase a gironi della AFC Champions League 2023-2024, insieme alla seconda classificata, mentre la terza viene ammessa solo alla fase play-off del torneo. Le ultime due classificate sono retrocesse direttamente in J2 League, mentre la 16ª classificata partecipa ai play-off promozione-retrocessione contro la vincente dei play-off di J2 League.

## Squadre partecipanti
| Club                       | Città     | Stadio                          | Stagione precedente    |
| -------------------------- | --------- | ------------------------------- | ---------------------- |
| Avispa Fukuoka             | Fukuoka   | Hakatanomori Stadium            | 8º posto in J1 League  |
| Cerezo Osaka               | Osaka     | Stadio Nagai                    | 12º posto in J1 League |
| Gamba Osaka                | Suita     | Panasonic Stadium Suita         | 13º posto in J1 League |
| Hokkaido Consadole Sapporo | Sapporo   | Sapporo Dome                    | 10º posto in J1 League |
| Júbilo Iwata               | Iwata     | Yamaha Stadium                  | 1º posto in J2 League  |
| Kashima Antlers            | Kashima   | Kashima Soccer Stadium          | 4º posto in J1 League  |
| Kashiwa Reysol             | Kashiwa   | Sankyo Frontier Kashiwa Stadium | 15º posto in J1 League |
| Kawasaki Frontale          | Kawasaki  | Todoroki Athletics Stadium      | 1º posto in J1 League  |
| Kyoto Sanga                | Kyoto     | Sanga Stadium by Kyocera        | 2º posto in J2 League  |
| Nagoya Grampus             | Nagoya    | Stadio Toyota                   | 5º posto in J1 League  |
| Sagan Tosu                 | Tosu      | Best Amenity Stadium            | 7º posto in J1 League  |
| Sanfrecce Hiroshima        | Hiroshima | Hiroshima Big Arch              | 11º posto in J1 League |
| Shimizu S-Pulse            | Shizuoka  | IAI Stadium Nihondaira          | 14º posto in J1 League |
| Shonan Bellmare            | Hiratsuka | Shonan BMW Stadium Hiratsuka    | 16º posto in J1 League |
| Tokyo                      | Tokyo     | Tokyo Stadium                   | 9º posto in J1 League  |
| Urawa Red Diamonds         | Saitama   | Saitama Stadium 2002            | 6º posto in J1 League  |
| Vissel Kobe                | Kōbe      | Stadio del Parco Misaki         | 3º posto in J1 League  |
| Yokohama F·Marinos         | Yokohama  | Stadio Nissan                   | 2º posto in J1 League  |

## Classifica finale
Fonte: sito ufficiale.
|        | Pos. | Squadra             | Pt | G  | V  | N  | P  | GF | GS | DR  |
| ------ | ---- | ------------------- | -- | -- | -- | -- | -- | -- | -- | --- |
|        | 1.   | Yokohama F·Marinos  | 68 | 34 | 20 | 8  | 6  | 70 | 35 | +35 |
|        | 2.   | Kawasaki Frontale   | 66 | 34 | 20 | 6  | 8  | 65 | 42 | +23 |
|        | 3.   | Sanfrecce Hiroshima | 55 | 34 | 15 | 10 | 9  | 52 | 41 | +11 |
|        | 4.   | Kashima Antlers     | 52 | 34 | 13 | 13 | 8  | 47 | 42 | +5  |
|        | 5.   | Cerezo Osaka        | 51 | 34 | 13 | 12 | 9  | 46 | 40 | +6  |
|        | 6.   | FC Tokyo            | 49 | 34 | 14 | 7  | 13 | 46 | 43 | +3  |
|        | 7.   | Kashiwa Reysol      | 47 | 34 | 13 | 8  | 13 | 43 | 44 | -1  |
|        | 8.   | Nagoya Grampus      | 46 | 34 | 11 | 13 | 10 | 30 | 35 | -5  |
| [ 10 ] | 9.   | Urawa Reds          | 45 | 34 | 10 | 15 | 9  | 48 | 39 | +9  |
|        | 10.  | Consadole Sapporo   | 45 | 34 | 11 | 12 | 11 | 45 | 55 | -10 |
|        | 11.  | Sagan Tosu          | 42 | 34 | 10 | 14 | 10 | 45 | 44 | +1  |
|        | 12.  | Shonan Bellmare     | 41 | 34 | 10 | 11 | 13 | 31 | 39 | -8  |
|        | 13.  | Vissel Kōbe         | 40 | 34 | 11 | 7  | 16 | 35 | 41 | -6  |
|        | 14.  | Avispa Fukuoka      | 38 | 34 | 9  | 11 | 14 | 29 | 38 | -9  |
|        | 15.  | Gamba Osaka         | 37 | 34 | 9  | 10 | 15 | 33 | 44 | -11 |
|        | 16.  | Kyoto Sanga         | 36 | 34 | 8  | 12 | 14 | 30 | 38 | -8  |
|        | 17.  | Shimizu S-Pulse     | 33 | 34 | 7  | 12 | 15 | 44 | 54 | -10 |
|        | 18.  | Júbilo Iwata        | 30 | 34 | 6  | 12 | 16 | 32 | 57 | -25 |

Legenda:
      Campione del Giappone e ammesso alla AFC Champions League 2023.
      ammessa alla AFC Champions League 2023.
      ammessa alle qualificazioni della AFC Champions League 2023.
  Partecipa ai play-off promozione-retrocessione.
      retrocessa in J2 League 2023.
Note:
Tre punti a vittoria, uno a pareggio, zero a sconfitta.
La classifica viene stilata secondo i seguenti criteri:
- Punti conquistati
- Differenza reti generale
- Reti totali realizzate
- Punti negli scontri diretti
- Differenza reti negli scontri diretti
- Reti realizzate negli scontri diretti
- Classifica fair-play
- Sorteggio

## Risultati
|                     | Avi  | Cer  | Gam  | Hok  | Jub  | KaA  | KaR  | Kaw  | Kyo  | Nag  | Sag  | San  | Shi  | Sho  | Tok  | Ura  | Vis  | YFM  |
| ------------------- | ---- | ---- | ---- | ---- | ---- | ---- | ---- | ---- | ---- | ---- | ---- | ---- | ---- | ---- | ---- | ---- | ---- | ---- |
| Avispa Fukuoka      | –––– | 0-0  | 0-1  | 0-0  | 1-1  | 0-1  | 2-1  | 1-4  | 1-0  | 2-3  | 0-0  | 1-3  | 3-2  | 0-0  | 5-1  | 0-0  | 0-1  | 1-0  |
| Cerezo Osaka        | 2-0  | –––– | 3-1  | 2-2  | 2-1  | 0-3  | 0-1  | 2-1  | 1-1  | 2-1  | 0-1  | 0-3  | 1-1  | 1-1  | 0-1  | 2-0  | 3-0  | 2-2  |
| Gamba Osaka         | 2-3  | 1-2  | –––– | 0-0  | 2-0  | 1-3  | 0-0  | 2-2  | 1-1  | 3-1  | 0-3  | 2-0  | 0-2  | 0-1  | 0-0  | 1-1  | 2-0  | 1-2  |
| Hokkaido Consadole  | 1-2  | 2-1  | 1-0  | –––– | 4-0  | 0-0  | 1-6  | 4-3  | 1-0  | 2-2  | 1-2  | 1-1  | 4-3  | 1-0  | 0-0  | 1-1  | 0-2  | 1-1  |
| Júbilo Iwata        | 0-1  | 2-2  | 1-1  | 1-2  | –––– | 3-3  | 2-2  | 1-1  | 0-0  | 2-1  | 3-1  | 2-2  | 1-2  | 1-0  | 2-1  | 0-6  | 0-1  | 0-2  |
| Kashima Antlers     | 2-0  | 3-3  | 0-0  | 4-1  | 3-1  | –––– | 1-0  | 0-2  | 1-0  | 0-0  | 4-4  | 0-2  | 2-1  | 2-1  | 0-1  | 2-2  | 1-1  | 0-3  |
| Kashiwa Reysol      | 1-0  | 0-0  | 0-1  | 1-0  | 2-0  | 1-2  | –––– | 1-1  | 0-2  | 0-1  | 1-4  | 2-3  | 3-1  | 1-2  | 3-6  | 0-0  | 3-1  | 3-1  |
| Kawasaki Frontale   | 2-0  | 1-4  | 4-0  | 5-2  | 1-1  | 2-1  | 1-0  | –––– | 3-1  | 1-0  | 4-0  | 4-0  | 3-2  | 0-4  | 1-0  | 2-1  | 2-1  | 2-1  |
| Kyoto Sanga         | 0-1  | 0-0  | 1-1  | 2-1  | 1-4  | 1-1  | 1-2  | 1-0  | –––– | 1-1  | 3-1  | 1-1  | 0-0  | 0-1  | 0-1  | 1-0  | 2-0  | 1-2  |
| Nagoya Grampus      | 1-0  | 1-0  | 0-2  | 0-2  | 1-0  | 1-1  | 1-1  | 1-1  | 1-1  | –––– | 1-1  | 0-0  | 0-2  | 2-1  | 2-1  | 3-0  | 2-0  | 0-4  |
| Sagan Tosu          | 1-1  | 1-1  | 2-1  | 5-0  | 2-0  | 1-1  | 0-1  | 0-0  | 0-1  | 0-0  | –––– | 2-2  | 0-0  | 1-1  | 5-0  | 1-0  | 0-2  | 2-2  |
| Sanfrecce Hiroshima | 1-0  | 2-1  | 5-2  | 1-2  | 3-0  | 3-0  | 1-2  | 0-2  | 3-1  | 1-0  | 0-0  | –––– | 2-0  | 1-1  | 1-2  | 4-1  | 1-1  | 2-0  |
| Shimizu S-Pulse     | 3-1  | 1-3  | 1-1  | 1-1  | 1-1  | 0-1  | 1-1  | 0-2  | 1-0  | 1-2  | 3-3  | 2-2  | –––– | 1-1  | 0-3  | 1-2  | 0-0  | 3-5  |
| Shonan Bellmare     | 0-0  | 0-2  | 1-0  | 1-5  | 0-0  | 1-1  | 0-2  | 2-1  | 1-1  | 0-0  | 3-0  | 0-1  | 1-4  | –––– | 2-0  | 0-0  | 2-1  | 1-4  |
| Tokyo               | 2-2  | 4-0  | 2-0  | 3-0  | 2-0  | 3-1  | 0-0  | 2-3  | 2-0  | 0-0  | 0-1  | 2-1  | 0-2  | 0-2  | –––– | 0-0  | 3-1  | 2-2  |
| Urawa Reds          | 1-1  | 0-1  | 0-1  | 1-1  | 4-1  | 1-1  | 4-1  | 3-1  | 2-2  | 3-0  | 2-1  | 0-0  | 1-1  | 2-0  | 3-0  | –––– | 2-2  | 3-3  |
| Vissel Kobe         | 0-0  | 0-1  | 2-1  | 4-1  | 0-0  | 0-2  | 0-1  | 0-1  | 1-3  | 0-0  | 4-0  | 4-0  | 2-1  | 1-0  | 2-1  | 0-1  | –––– | 1-3  |
| Yokohama F·Marinos  | 1-0  | 2-2  | 0-2  | 0-0  | 0-1  | 2-0  | 4-0  | 4-2  | 2-0  | 2-1  | 0-0  | 3-0  | 2-0  | 3-0  | 2-1  | 4-1  | 2-0  | –––– |

## Spareggio promozione/retrocessione
Lo spareggio è stato disputato dal Kyoto Sanga, terz'ultimo in J1 League, e dal Roasso Kumamoto, vincitore dei play-off in J2 League. Essendosi concluso in parità, entrambe le squadre hanno mantenuto la propria categoria per la stagione 2023.
|             | Risultato |                 | Luogo e data              |
| ----------- | --------- | --------------- | ------------------------- |
| Kyoto Sanga | 1-1       | Roasso Kumamoto | Kameoka, 13 novembre 2022 |
|             |           |                 |                           |

## Statistiche

### Classifica marcatori
Fonte: Sito ufficiale.
| Gol |  |  | Giocatore             | Squadra             |
| --- |  |  | --------------------- | ------------------- |
| 14  |  |  | Thiago Santana        | Shimizu S-Pulse     |
| 13  |  |  | Shūto Machino         | Shonan Bellmare     |
| 12  |  |  | Akihiro Ienaga        | Kawasaki Frontale   |
| 12  |  |  | Marcinho              | Kawasaki Frontale   |
| 12  |  |  | Adaílton              | FC Tokyo            |
| 11  |  |  | Léo Ceará             | Yokohama F·Marinos  |
| 11  |  |  | Anderson Lopes        | Yokohama F·Marinos  |
| 10  |  |  | Ayase Ueda            | Kashima Antlers     |
| 10  |  |  | Yūya Yamagishi        | Avispa Fukuoka      |
| 10  |  |  | Takuma Nishimura      | Yokohama F·Marinos  |
| 9   |  |  | Arthur Caíke          | Kashima Antlers     |
| 9   |  |  | Peter Utaka           | Kyoto Sanga         |
| 9   |  |  | Makoto Mitsuta        | Sanfrecce Hiroshima |
| 8   |  |  | David Moberg Karlsson | Urawa Reds          |
| 8   |  |  | Mao Hosoya            | Kashiwa Reysol      |
| 8   |  |  | Mateus Castro         | Nagoya Grampus      |
| 8   |  |  | Tsukasa Morishima     | Sanfrecce Hiroshima |